# Motore longitudinale

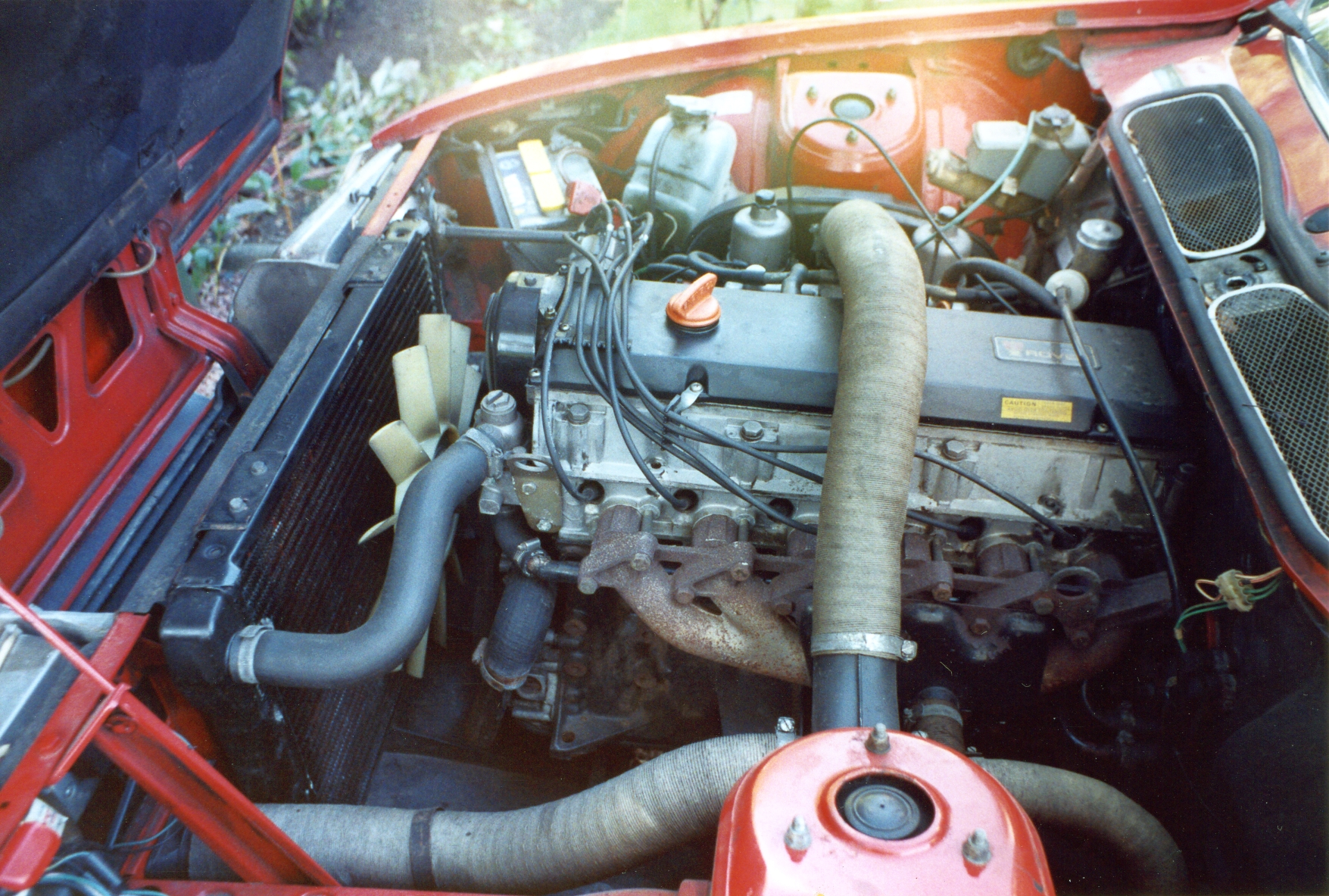
Il motore longitudinale a sei cilindri in linea di una Rover SD1

Il motore longitudinale è un tipo di propulsore in cui l'albero a gomiti è parallelo al senso di marcia del veicolo.

## Utilizzo
Molte autovetture di prestigio e con un motore ad alte prestazioni utilizzano questo tipo di orientamento. Il motivo di questa scelta risiede negli ingombri del propulsore che, essendo piuttosto voluminoso e di conseguenza piuttosto lungo, rendono impossibile l'installazione trasversale, data la limitata larghezza del vano motore. Montando il motore in senso longitudinale, si può infatti prevedere lo sviluppo in lunghezza del vano motore. 
Questo tipo di motore è comunemente usato per le auto a trazione posteriore, tuttavia permette di realizzare anche veicoli a trazione anteriore come per esempio l'Alfasud. Inoltre viene anche adottato come variante sullo stesso modello, come accade per alcuni veicoli commerciali come il Ford Transit.